# David Andrews (acteur)
Stanley David Andrews (Baton Rouge, 2 november 1952) is een Amerikaans acteur.

## Biografie
Andrews werd geboren en groeide op in Baton Rouge. Hij heeft gestudeerd aan de Louisiana State University in Baton Rouge en hierna een jaar aan de Duke University in Durham (North Carolina), en twee jaar aan de Stanford-universiteit in Stanford (Californië). Op de laatste twee universiteiten heeft hij rechten gestudeerd en na zijn studie ging hij aan de slag als advocaat. Na een korte tijd besloot hij om toch een carrière als acteur te beginnen en verliet de wereld van het recht.

## Filmografie

### Films
Uitgezonderd korte films.
- 2016 Dr. Del - als Pete
- 2015 The Squeeze - als Billy Bob
- 2015 Cocked - als Clyde
- 2014 Jessabelle - als Leon
- 2013 Don't Know Yet - als Swag
- 2013 World War Z – als marinecommandant
- 2012 Arthur Newman – als Fred Willoughby
- 2012 Don't Know Yet – als Swag
- 2010 The Conspirator – als pastoor Walter
- 2010 The Jensen Project – als Edwin
- 2010 Fair Game – als Scooter Libby
- 2010 Dear John – als Mr. Curtis
- 2008 The Horror Theater – als Edward Watson
- 2005 Stealth – als Ray
- 2004 The Dead Will Tell – als John Hytner
- 2004 The Last Summer – als Richard Finney
- 2003 Terminator 3: Rise of the Machines – als Robert Brewster
- 2003 A Touch of Fate – als James Kline
- 2002 A Walk to Remember – als Mr. Kelly
- 2002 Town Diary – als Brian McCauley
- 2001 Hannibal – als FBI agent Pearsall
- 2000 Navigating the Heart – als William Sanders
- 1999 Switched at Birth – als James Barlow
- 1999 Fight Club – als Thomas
- 1998 The Color of Courage – als Philip Renfrew
- 1998 The Rat Pack – als Gme3
- 1998 Fifteen and Pregnant – als Cal Spangler
- 1997 Bad Day on the Block – als Reese Braverton
- 1996 Our Son, the Matchmaker – als Steve Carson
- 1995 Apollo 13 – als Pete Conrad
- 1994 Wyatt Earp – als James Earp
- 1994 Deconstructing Sarah – als Paul
- 1991 Living a Lie – als Lonnie
- 1991 The Antagonists – als Jack Scarlett
- 1990 Graveyard Shift – als John Hall
- 1990 A Son's Promise – als Wayne O'Kelley
- 1990 Blind Faith – als Ricky Dunlap
- 1987 Cherry 2000 – als Sam Treadwell
- 1985 Wild Horses – als Dean Ellis
- 1985 Kerouac, the Movie – als Dean Moriaty
- 1984 The Burning Bed – als Wimpy Hughes
- 1984 A Nightmare on Elm Street – als uitvoerder

### Televisieseries
Uitgezonderd eenmalige gastrollen.
- 2022 The Black Hamptons - als Peter Sing - 4 afl.
- 2019-2021 Queen of the South - als rechter Cecil Lafayette - 16 afl.
- 2019 The Boys - als senator Calhoun - 2 afl.
- 2018 Tell Me a Story - als Richard Winston - 2 afl.
- 2016-2018 Shooter - als Sam Vincent - 8 afl.
- 2016 Murder in the First - als Alan Walters - 2 afl.
- 2015 The Whispers - als staatssecretaris van defensie Frommer - 11 afl.
- 2013-2015 House of Cards - als Tim Corbett - 2 afl.
- 2014 Crisis - als agent Hurst - 4 afl.
- 2013 Necessary Roughness – als Tom Wizinsky – 5 afl.
- 2012-2013 Justified – als Tillman Napier – 7 afl.
- 2011-2012 Covert Affairs – als Steve Barr – 2 afl.
- 2010 Marry Me – als Swan Carter – 2 afl.
- 2010 Drop Dead Diva – als advocaat van The Walter – 2 afl.
- 2008 Brothers & Sisters – als George Lafferty – 2 afl.
- 2008 12 Miles of Bad Road – als Saxby Hall – 6 afl.
- 2005 Surface – als officier Furella – 3 afl.
- 2004-2005 JAG – als majoor generaal Gordon Creswell – 17 afl.
- 2003-2004 Dragnet – als kapitein Silva – 3 afl.
- 2003-2004 CSI: Crime Scene Investigation – als politieagent Fromansky – 2 afl.
- 1998 From the Earth to the Moon – als Frank Borman – 5 afl.
- 1996 Murder One – als Michael Beiden – 3 afl.
- 1995 The Monroes – als William Monroe – 8 afl.
- 1992 Mann & Machine – als rechercheur Bobby Mann – 9 afl.
- 1984-1989 Miami Vice – als Jack Crockett – 2 afl.
- 1987 Pulaski – als Larry Summers – 8 afl.

- Bibliothèque nationale de France: cb141499382 (data)
- Gemeinsame Normdatei: 1072240483
- International Standard Name Identifier: 0000 0000 7840 0910
- Library of Congress Control Number: no98101079
- Nationale Bibliotheek van Israël: 987011288672205171
- Nederlandse Thesaurus van Auteursnamen: 337709475
- Virtual International Authority File: 12514294
- WorldCat: E39PBJxx9jHV3xBcpxpk36dPcP